# جبل آل مرتن (لودر)

تعديل مصدري - تعديل

جبل آل مرتن هي إحدى قرى عزلة زارة بمديرية لودر التابعة لمحافظة أبين، بلغ تعداد سكانها 46 نسمة حسب تعداد اليمن لعام 2004.